# Свейнсон, Джина
Джина Энн Касандра Свейнсон (англ. Gina Ann Casandra Swainson; род. 6 июня 1958, Бермудские Острова, Британские заморские территории) — бермудская фотомодель и королева красоты; победительница конкурса «Мисс Мира 1979 года».

## Биография
Джина Свейнсон родилась 6 июня 1958 года на Бермудских Островах относящимся к Британским заморским территориям, находящихся под суверенитетом Великобритании, но не являющихся её частью, однако это давало ей по рождению право на получение британского подданства. Она любила играть со своими братьями Донном и Джоном.
В 1979 году она участвовала в конкурсе «Мисс Вселенная», где заняла второе место уступив только Марице Сайалеро Фернандес из Венесуэлы у которой вскоре возник бурный роман и в 1980 году Марица Сайалеро решила оставить карьеру модели и вышла замуж за мексиканского теннисиста Рауля Рамиреса (сейчас у них трое детей). Эта история любви открыла Д. Свейнсон дорогу на конкурс «Мисс мира».

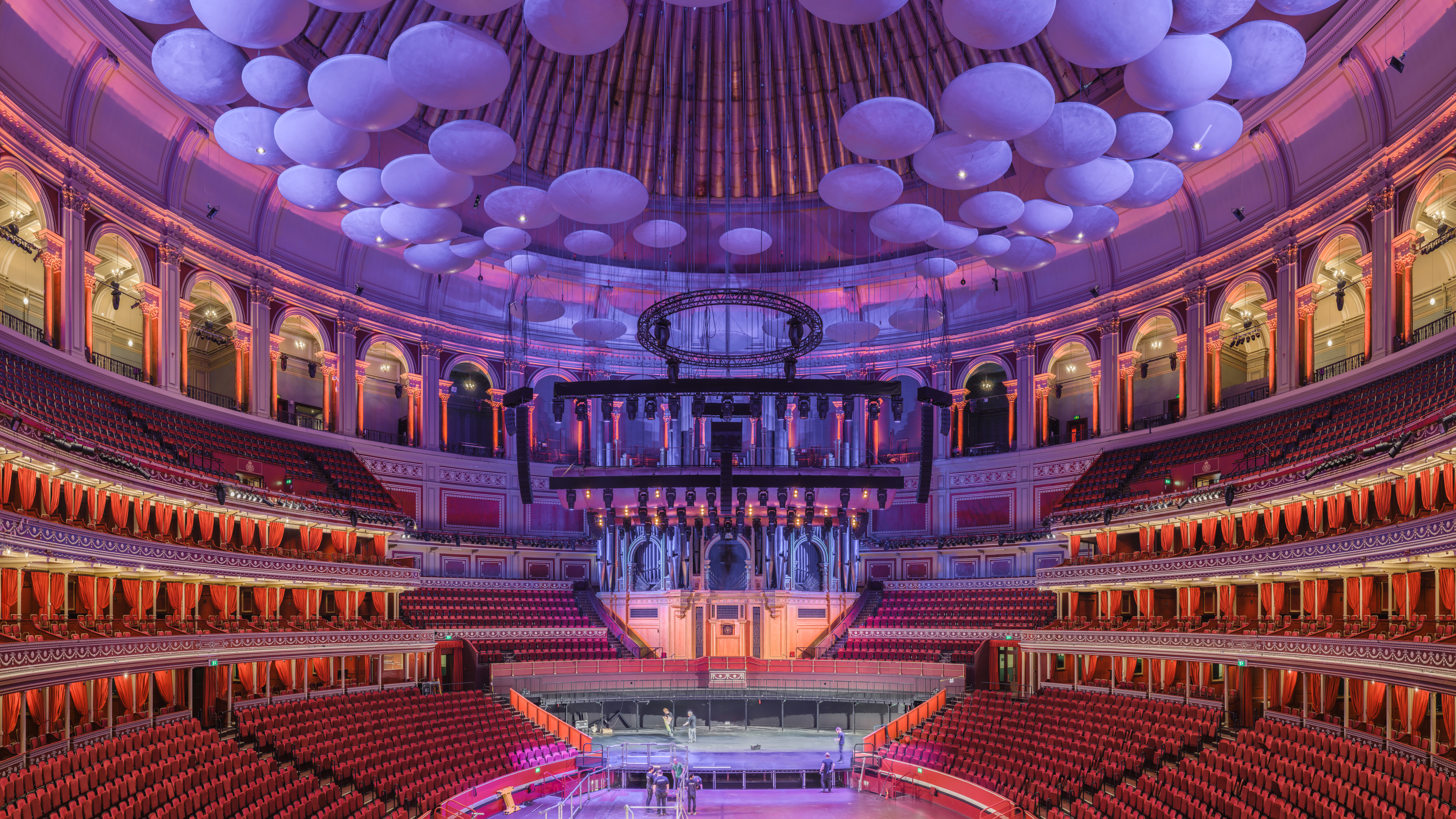
Альберт-холл изнутри

Конкурс Мисс мира 1979 проходил в Лондонском королевском зале искусств и наук имени Альберта в столице Великобритании городе Лондоне; за титул сражались сразу 70 участниц. Специальные награды: «Мисс Личность» и «Мисс фотогеничность» получили Анна-Мари Франк и Карин Зорн соответственно, но корону королевы получила Джина Энн Касандра Суэйнсон. В качестве приза, помимо прочего, она получила 10 750 фунтов наличными и рабочий контракт на сумму 32 250 фунтов.
Джина Свейнсон стала на родине настоящим героем, будучи единственной девушкой, выигравшей крупный международный конкурс для Бермудских Островов и самой успешной женщиной Бермуд на «Мисс Вселенная» и «Мисс Мира».
По возвращении Джины Энн Касандры Свейнсон на родные Бермудские острова в её честь был провёден большой парад, а сама королева красоты была изображена на серии бермудских почтовых марок выпущенных в 1980 году. Она стала первой бермудкой, чьё изображение было напечатано на марке в её стране.
На Бермудских островах в начале 1990-х она вышла замуж за Петера Йоветича; в настоящее время пара живет в Суррее, Англия.

## Галерея
Почтовые марки Бермудских Островов выпущенные в 1980 году в честь триумфа Джины Свейнсон: